# Cratocnema maculiceps
Cratocnema maculiceps är en stekelart som beskrevs av Szepligeti 1914. Cratocnema maculiceps ingår i släktet Cratocnema och familjen bracksteklar. Inga underarter finns listade i Catalogue of Life.